# Desa Ngadas (administrativ by i Indonesien, lat -7,94, long 112,96)
Desa Ngadas är en administrativ by i Indonesien.   Den ligger i provinsen Jawa Timur, i den västra delen av landet, 700 km öster om huvudstaden Jakarta.